# سوئیست دی‌ایکس۷
سوئیست دی‌ایکس۷ یک کراس اوور اندازه متوسط است که توسط خودروساز چینی سوئیست موتور ساخته می‌شود.

## بررسی اجمالی
سوئیست دی‌ایکس۷ در نمایشگاه خودروی پکن ۲۰۱۴ معرفی شد، دو موتور بنزینی چهارسیلندر برای سوئیست دی‌ایکس۷ موجود است که شامل یک موتور ۱٫۵ لیتری توربو با ۱۵۴ اسب بخار قدرت و ۲۱۰ نیوتن‌متر گشتاور و یک موتور ۲٫۰ لیتری توربو با ۱۹۰ اسب بخار قدرت و ۲۵۰ نیوتن‌متر گشتاور که هر دو موتور به یک جعبه‌دنده شش سرعته دستی یا جعبه‌دنده ۶سرعته خودکار متصل می‌شوند.

قیمت این خودرو از ۱۲۰۰۰۰ یوان تا ۱۶۰۰۰۰ یوان متغیر است.

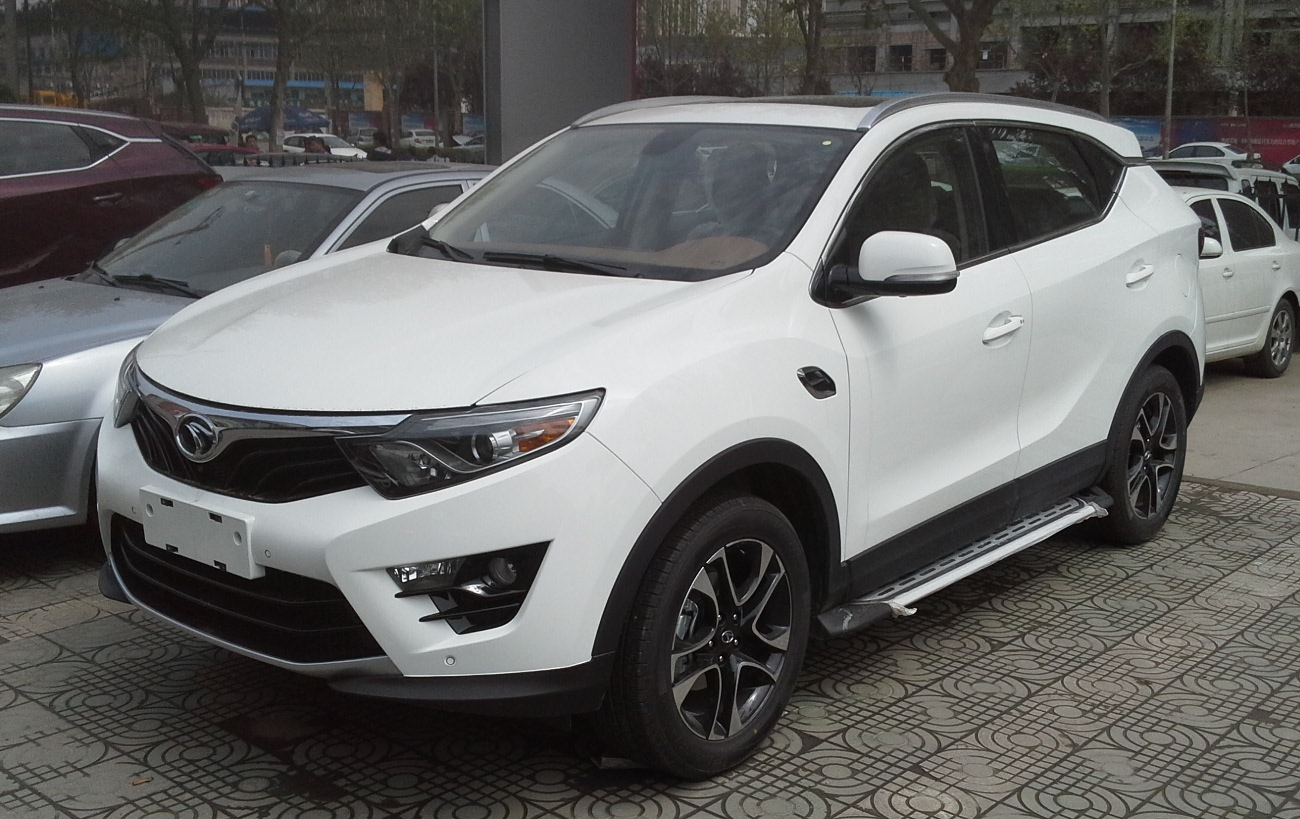
سوئیست دی‌ایکس۷ (جلو)
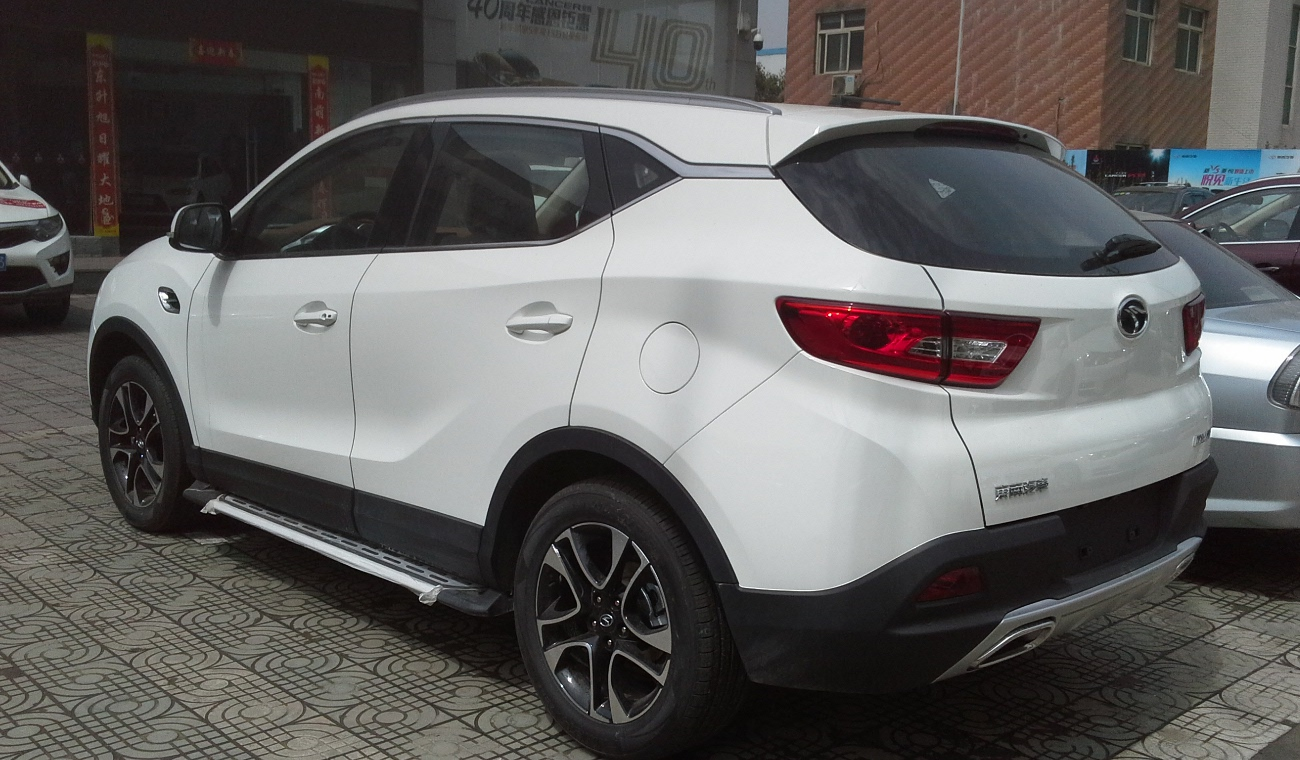
سوئیست دی‌ایکس۷ (عقب)

## دی‌ایکس۷ پرایم (فیس‌لیفت ۲۰۱۸)
دی‌ایکس۷ پرایم که مدل اسپورت دی‌ایکس۷ است بعدها در سال ۲۰۱۸ با طراحی ظریف جلو و عقب، ارتقاء داخلی و دی‌سی‌تی معرفی شد.

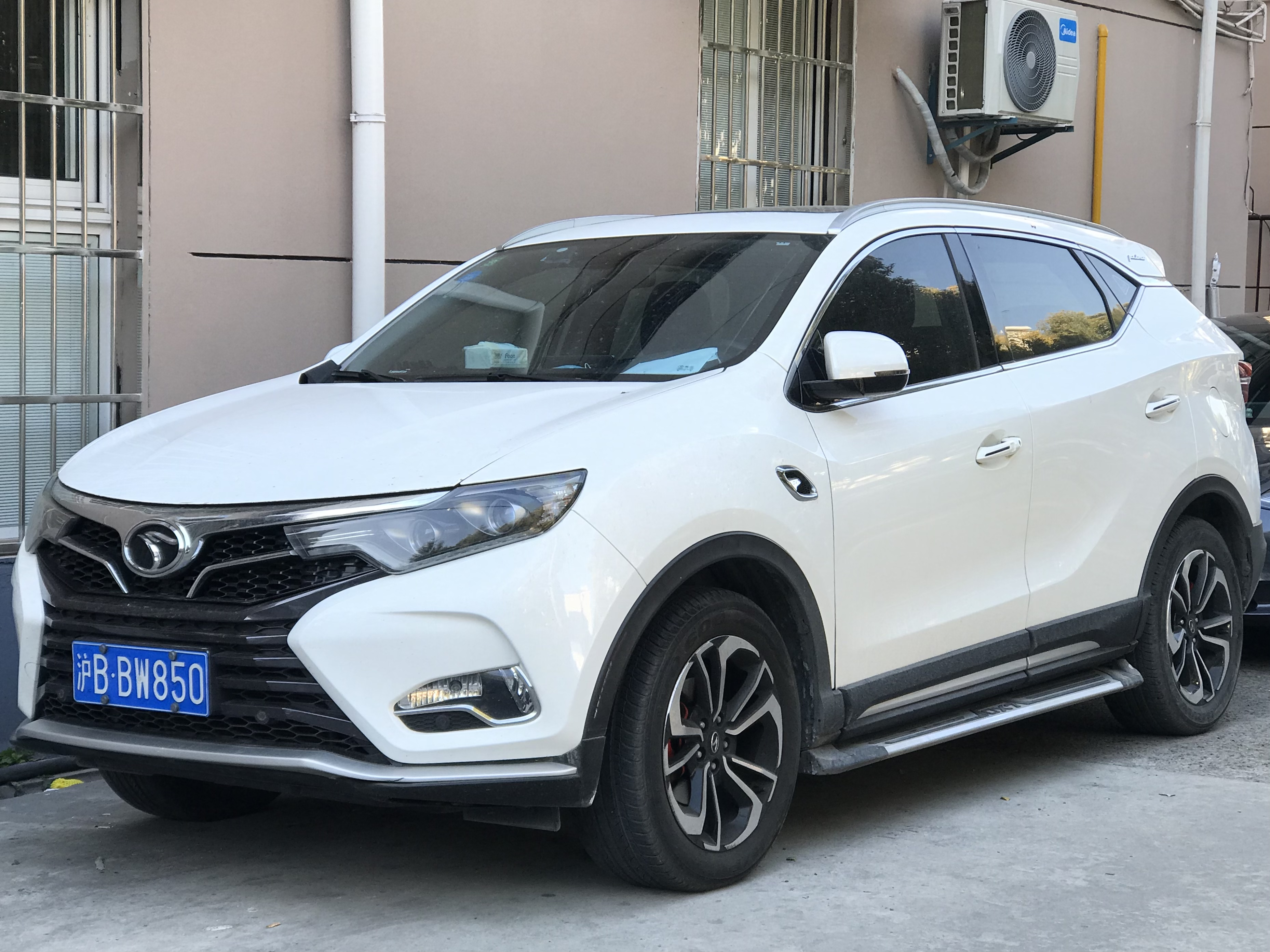
سوئیست دی‌ایکس۷ پرایم (فیس‌لیفت ۲۰۱۸) (جلو)
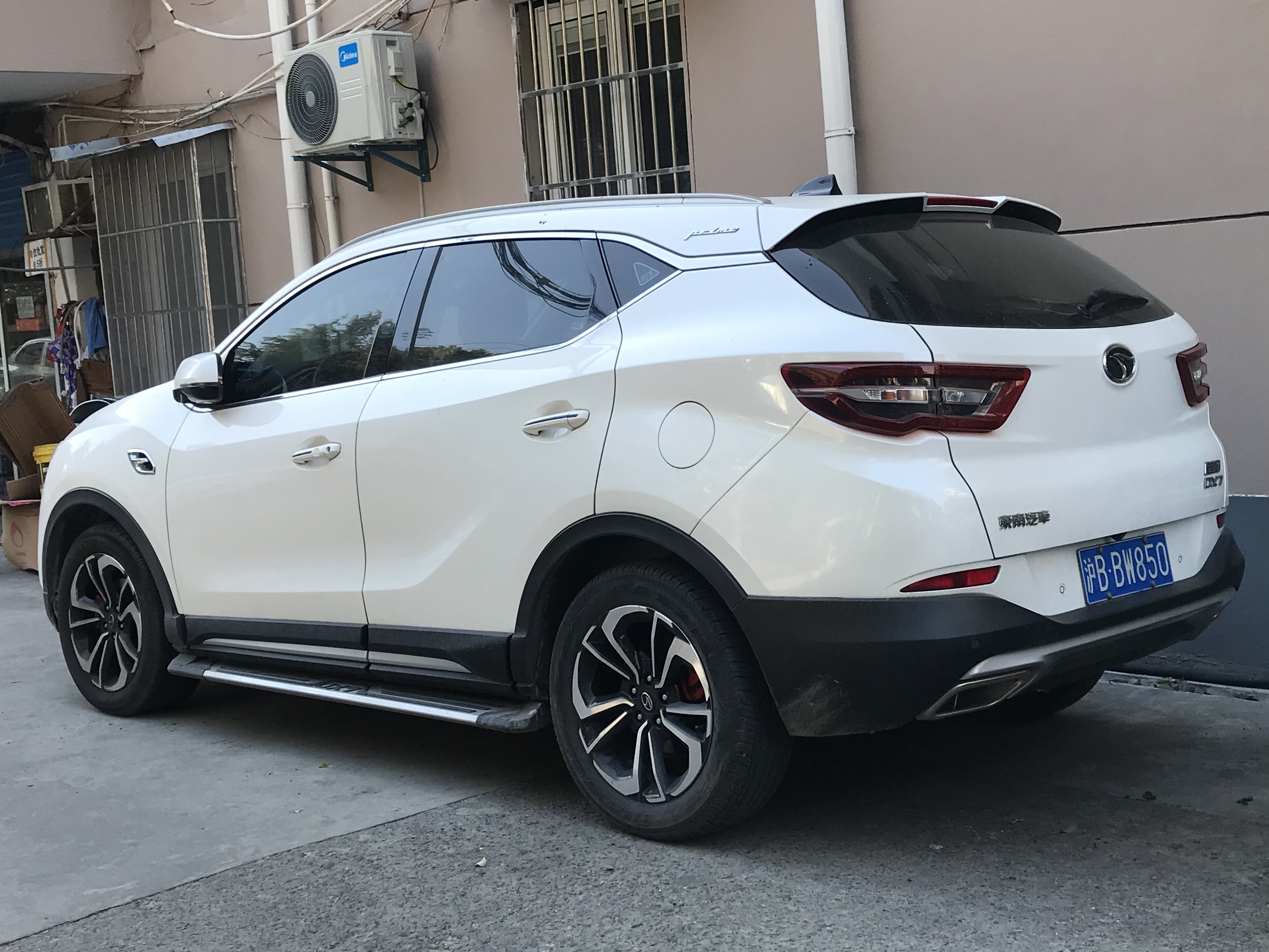
سوئیست دی‌ایکس۷ پرایم (فیس‌لیفت ۲۰۱۸) (عقب)